# Comité Olímpico de Afganistán
El Comité Olímpico de Afganistán (COA) es la institución encargada de regir la participación de Afganistán en los juegos olímpicos y las distintas competiciones dentro y fuera del continente asiático. Es miembro del Consejo Olímpico de Asia.
La primera aparición de Afganistán, en Juegos Olímpicos se llevó a cabo en los Juegos Olímpicos de Berlín 1936.
Pese a la toma del poder por parte de los talibanes después de la caída de Kabul, los deportistas afganos han competido en los Juegos Olímpicos de París 2024, bajo la bandera y el himno de la derrocada república islámica, debido a que ningún país soberano ha reconocido al régimen talibán, desde su establecimiento en 2021, y las mujeres de la delegación fueron enviadas por el COI, y no por el estado afgano controlado por el talibán, quienes repudiaron la actuación de las mujeres en la competición. Cabe destacar que la mencionada caída de la capital afgana ocurríó 1 semana después de la clausura de los juegos de Tokio 2020.

## Participación en los Juegos Olímpicos
Afganistán participó en las siguientes ediciones de los Juegos:
- Berlín 1936
- Londres 1948
- Melbourne 1956
- Roma 1960
- Tokio 1964
- México 1968
- Múnich 1972
- Moscú 1980
- Seúl 1988
- Atlanta 1996
- Atenas 2004
- Pekín 2008
- Londres 2012
- Río 2016
- Tokio 2020
- París 2024[1][3]

## Medallas
Afganistán ganó un total de dos medallas olímpicas, ambas de bronce.
| #     | Juegos       | Atletas |   |   |   | Total | Posición |
| ----- | ------------ | ------- | - | - | - | ----- | -------- |
| 29    | Pekín 2008   | 3       | 0 | 0 | 1 | 1     | 82       |
| 30    | Londres 2012 | 3       | 0 | 0 | 1 | 1     | 79       |
| Total |              |         | 0 | 0 | 2 | 2     |          |